# Ormosia velutina
Ormosia velutina är en ärtväxtart som beskrevs av Velva Elaine Rudd. Ormosia velutina ingår i släktet Ormosia och familjen ärtväxter. Inga underarter finns listade i Catalogue of Life.